# Twice Upon a Time
"Twice Upon a Time"은 영국의 텔레비전 SF 드라마 《닥터 후》의 크리스마스 특집 에피소드이다. 스티븐 모팻이 각본을, 레이첼 탤러레이가 감독을 맡았다. 두 사람 모두 시즌 10의 마지막 두 에피소드를 쓰고 감독한 바 있다. 영국에서는 2017년 12월 25일 BBC One을 통해 처음 방영되었다.
이 에피소드에서는 피터 카팔디 (12대 닥터)가 주연으로 나오는 마지막 이야기인 동시에, 조디 휘태커 (13대 닥터)가 처음 출연하는 화이기도 하다. 드라마의 크리스마스 스페셜로는 2005년 이후 열세 번째이며, 12대 닥터로는 네 번째이자 마지막이다. 2017년 1월 카팔디가 시즌 10과 크리스마스 스페셜까지 출연하고 드라마에서 하차할 것임을 발표한 바 있다. 또한 드라마의 총괄 프로듀서를 맡아왔던 스티븐 모팻 역시 이번 스페셜을 끝으로 드라마에서 하차하게 된다.
한편 이 에피소드는 두 명의 닥터가 만나는 멀티 닥터 에피소드로, 데비이드 브래들리가 1대 닥터로 분한 채 출연한다. 브래들리는 2013년 다큐멘터리 드라마  〈An Adventure in Space and Time〉에서 1대 닥터의 실제 배우 윌리엄 하트넬 역을 맡기도 했다.

## 줄거리
열 번째 행성에서 재생성을 맞이하게 된 1대 닥터가 이를 거부하고 지구의 남극 속을 헤매다, 역시 재생성을 안 하려고 기를 쓰던 12대 닥터를 만나 다가간다. 그리고 그 순간 모든 시간이 정지한다. 한편 제1차 세계 대전의 전장에서는 부상당한 영국군 대위가 포탄 구멍 속에서 반대편에 쓰러져 있는 독일군 병사에게 총을 겨냥하며 서로 대치하고 있던 중, 자신의 시간도 정지하게 된다. 이상해하며 주변을 둘러보던 대위는 유리로 된 투명한 여성의 형상을 발견하고 다가가는데, 갑자기 그 여성이 뒤돌아보는 동시에 대위는 전장에서 벗어나 남극 한복판에 놓이게 된다. 영문도 모른 채 헤매던 대위는 닥터들이 모여 있는 걸 발견하고 그곳으로 뛰어간다. 셋은 12대 닥터의 타디스에 들어가 이야기를 나누는데, 상공에 커다란 우주선이 나타나 세 사람과 12대 닥터의 타디스를 납치해 간다.
우주선에서 두 닥터는 빌을 만나는데, 빌은 12대 닥터에게 자신이 살아있다고 말하지만, 닥터는 그녀가 진짜인지 끝까지 의심을 버리지 않는다. 두 닥터는 계단으로 올라가 이 우주선을 조종하는 정체를 알 수 없는 투명한 여성과 조우하게 된다. 그 여성은 스스로를 '테스티모니' (Testimony)라 소개한다. 그 대위를 닥터가 있는 곳에 옮긴 이유는 타임 에러 때문이라며, 자신에게 대위를 넘기면 그가 원래 죽었어야 할 그 시점에 돌려 놓겠다고 두 닥터에게 요구한다. 허나 12대 닥터는 이를 거절하고 세 사람은 우주선을 떠나 1대 닥터의 타디스로 서둘러 향한다. 방금 조우했던 외계인들의 정체가 무엇인지 알아볼 필요성을 느낀 세 사람은 우주의 중심부로 타디스를 타고 날아가다, 우주에서 가장 큰 생명체 데이터베이스가 된 '빌런가드 무기공장' 터에 도착한다. 이곳저곳을 조사하던 중 12대 닥터는 어느 한 방에서 달렉을 만나는데, 예전에 자신이 착하게 만들어놨던 바로 그 '러스티'였다. 러스티는 달렉의 데이터베이스를 통해 영상 하나를 찾아낸다. 영상에 따르면 그 투명한 여성은 신지구 (New Earth)에서 만들어진 일종의 인공지능으로, 사람이 죽기 전 그간 살아왔던 생애를 빼내어 기록으로 남겨 놓고, 아무런 해를 끼치지 않은 채 작업이 끝나면 죽음의 순간으로 돌려놓는다는 것이었다.
적일 줄 알았던 것이 실은 아니었음을 알게 된 닥터는 다시 한번, 데스티모니를 통해 구현된 빌과 조우한다. 빌은 지금의 이 모습이 자신의 일생 끝에 있던 유일한 기억임을 밝히며, 닥터로 하여금 대위를 원래 자리로 돌려 놓자고 설득한다. 이곳에 있는 게 무의미하다 싶어진 두 닥터와 테스티모니는 대위를 제1차 세계 대전의 현장으로 다시 보내준다. 그곳에서 대위는 자기 가족들을 돌봐 달라고 부탁하고, 그렇게 하겠다는 약속을 받는다. 1대 닥터가 대위의 이름을 묻자 '레드브리지-스튜어트'라고 밝히고, 12대 닥터는 1대 닥터더러 이 사람은 꼭 그렇게 할 것이라고 확인시켜 준다. 먼 곳에서 지켜보는 두 닥터를 뒤로 한 채, 테스티모니가 시간을 다시 재개한다. 그러나 그곳은 치열했던 전투 현장이 아니라, 병사들이 왠 노래를 부르기 시작하는 것이었다. 알고 보니 12대 닥터가 타디스를 조종하며 되돌아갈 때, 원래의 그 시점에서 몇 시간 더 뒤로 돌려 크리스마스 휴전이 진행되는 시점으로 보내주었던 것이었다. 노래가 울려퍼지자 온 병사들이 총격을 멈추고, 참호 밖으로 나와 크리스마스를 기념하며 어울린다. 그와 동시에 대위도 대치 상황에서 벗어나 가까쓰로 살아남게 된다.
이 같은 풍경을 지켜보던 1대 닥터는 12대 닥터에게 자신이 재생성할 준비가 됐다고 말하며 작별을 고한다. 이제는 12대 닥터와 빌만 남게 되었지만, 닥터는 빌에게 여전히 넌 진짜가 아니라면서 언짢아한다. 그러자 빌은 이 기억이 닥터를 이루는 것이니 자신은 빌이 맞다고 말한다. 그리고 빌은 닥터에게 주는 작별선물로, 닥터의 기억 속에 남은 클라라의 모습으로 나타나 조우하게 해준다. 그 다음 순간 테스티모니가 재구현한 나돌이 나타나, 닥터에게 왜 재생성을 바라지 않느냐고 묻는다. 닥터는 그냥 좀 쉬고 싶은 거라고 답하자 빌과 나돌은 닥터의 결정이니 받아들이겠다고 말한다.
이제는 홀로 남아 타디스 안으로 걸어들어가던 닥터는 계속해도 될 것 같다며 재생성을 하기로 맘먹는다. 그리고 다음 닥터가 될 스스로에게 어떻게 행동하고 처신해야 하는지 타이르듯 외치다, "닥터, 널 놓아주겠어"라는 말을 끝으로 재생성을 시작한다. 흐릿한 시야 속에 탄생한 13대 닥터가 우연히 얼굴을 비춰보고선 자신이 여자가 됐다는 사실에 기뻐한다. 그러다 버튼 하나를 잘못 눌러 타디스가 폭발을 일으키고, 한쪽으로 급격히 쏠리게 된다. 닥터는 목숨을 부지하기 위해 타디스 바닥에 매달려 보지만 결국 바깥으로 튕겨 나오고, 부서지는 타디스를 뒤로 한 채 추락하는 모습으로 에피소드가 끝난다.

### 다른 에피소드의 연관성
테스티모니가 1대 닥터에게 미래의 자신이 어떻게 활약했는지를 보여주는 장면에서는, 올드와 뉴 시즌 가릴 것 없이 여러 장면이 등장한다. 3대 닥터 (Invasion of the Dinosaurs), 5대 닥터 (Arc of Infinity), 7대 닥터 (The Happiness Patrol), 8대 닥터 (The Night of the Doctor), 워 닥터 (The Day of the Doctor), 9대 닥터 (The Parting of the Ways), 10대 닥터 (The Waters of Mars) 등의 모습이 등장하였다.
테스티모니는 닥터가 미래에 얻게 될 별명도 소개했다. '발리야드' (The Trial of a Time Lord에서 등장, 닥터의 어두운 내면에서 기인한 또다른 자아), '다가오는 폭풍' (The Parting of the Ways에서 등장), '판도리카의 악마' (The Pandorica Opens에서 등장), '트렌잘로어의 야수' (The Time of the Doctor에서 등장), '스컬문의 백정' (the Butcher of Skull Moon), '전쟁의 닥터' (Hell Bent에서 등장) 등이다. '스카로의 파괴자'라는 별명도 등장했지만 "The Magician's Apprentice" 에피소드의 진행 시점에서도 스카로 행성은 아직 파괴되지 않은 것으로 등장했기에 논란의 여지가 있다.
이 에피소드의 무대 중 하나가 된 빌런가드 행성은 스티븐 모팻이 쓴 첫 닥터 후 에피소드이기도 한 "The Doctor Dances"에서 처음 언급된다. 9대 닥터가 빌런가드에 있는 무기공장을 파괴했다고 언급하고 지나가며, 캡틴 잭 하크니스의 소닉 블러스터를 제작한 곳이기도 했다.
작중에서 빌은 닥터가 똑바로 바라보고 있는데도 자기가 진짜라는 걸 믿질 못하자, "왜 나를 보질 못하느냐"고 따진다. 이 같은 상황은 12대 닥터의 첫 에피소드인 "Deep Breath"에서도 등장하는데, 클라라 오스왈드가 새롭게 재생성한 닥터를 바라보고 있으면서도, 이전과 같은 사람이란 걸 선뜻 받아들이지 못하고 있다는 의미에서 닥터가 "왜 날 보질 못하느냐"고 따질 때와 같은 상황이기도 하다.